# Рокфорд (тауншип, Миннесота)
Рокфорд (англ. Rockford) — тауншип в округе Райт, Миннесота, США. На 2000 год его население составило 3444 человека.

## География
По данным Бюро переписи населения США площадь тауншипа составляет 95,3 км², из которых 90,0 км² занимает суша, а 5,4 км² — вода (5,65 %).

## Демография
По данным переписи населения 2000 года здесь находились 3444 человека, 1138 домохозяйств и 961 семья.  Плотность населения —  38,3 чел./км².  На территории тауншипа расположено 1159 построек со средней плотностью 12,9 построек на один квадратный километр. Расовый состав населения: 97,13 % белых, 0,41 % афроамериканцев, 0,29 % коренных американцев, 0,49 % азиатов, 0,64 % — других рас США и 1,05 % приходится на две или более других рас. Испанцы или латиноамериканцы любой расы составляли 1,60 % от популяции тауншипа.
Из 1138 домохозяйств в 39,8 % воспитывались дети до 18 лет, в 76,3 % проживали супружеские пары, в 5,5 % проживали незамужние женщины и в 15,5 % домохозяйств проживали несемейные люди. 11,0 % домохозяйств состояли из одного человека, при том 3,1 % из — одиноких пожилых людей старше 65 лет. Средний размер домохозяйства — 3,01, а семьи — 3,26 человека.
28,5 % населения — младше 18 лет, 7,8 % — в возрасте от 18 до 24 лет, 28,6 % — от 25 до 44, 28,9 % — от 45 до 64, и 6,3 % — старше 65 лет. Средний возраст — 38 лет. На каждые 100 женщин приходилось 103,7 мужчин.  На каждые 100 женщин старше 18 приходилось 103,5 мужчин.
Средний годовой доход домохозяйства составлял 67 708 долларов, а средний годовой доход семьи —  72 700 долларов. Средний доход мужчин —  42 250  долларов, в то время как у женщин — 31 087. Доход на душу населения составил 30 536 долларов. За чертой бедности находились 0,8 % семей и 1,9 % всего населения тауншипа, из которых 2,3 % старше 65 лет.